# Xinhure
Xinhure (kinesiska: 新呼热, 新呼热苏木) är en socken i Kina. Den ligger i den autonoma regionen Inre Mongoliet, i den norra delen av landet, omkring 220 kilometer nordväst om regionhuvudstaden Hohhot.
Genomsnittlig årsnederbörd är 366 millimeter. Den regnigaste månaden är juni, med i genomsnitt 99 mm nederbörd, och den torraste är januari, med 2 mm nederbörd.